# Paul Ludwig Le Coq
Pour les articles homonymes, voir Le Coq (homonymie).
Paul Louis (Ludwig) Le Coq, né le 23 mars 1773 et mort en 24 août 1824, est un conseiller prussien d'origine française (descendant de huguenots français).

## Biographie
Président de la police de Berlin du 24 avril 1812 jusqu'à au 31 décembre 1821, il aida notamment Karl-Wilhelm Naundorff et lui fournit des faux papiers.

## Sources
- La Plume, t. 11, 1899, p. 578.